# Stephen Thesleff
Stephen Wilhelm Thesleff, född 6 januari 1924 i Helsingfors, död 8 oktober 2020 i Lund, var en finländsk-svensk neurofarmakolog. 
Thesleff, som var son till generalmajor Wilhelm Thesleff och Mary af Schultén, avlade studentexamen i Helsingfors 1941 och flyttade 1945 till Stockholm, där han blev medicine licentiat vid Karolinska Institutet 1950, medicine doktor 1952 och docent i farmakologi samma år. Efter postdoktorala studier vid University of Illinois i Chicago 1952–1953 var han docent vid Lunds universitet 1954–1960, laborator där 1961–1963 och från därefter professor i farmakologi vid nämnda universitet. 
Thesleff är mest för sina studier över neurotransmissionen i kemiska synapser, där signalöverföringen från nerv- till muskelcell varit en fruktbar forskningsmodell. Hans samarbete med Bernard Katz vid University College London ledde 1957 till en klassisk modell för desensiteringen av receptorerna i mottagarcellens membran.